# 劳蒂 (佛罗里达州)
劳蒂（英語：Lawtey），是美国佛罗里达州布拉福縣下属的一座城市。建立于1905年。面积约为3.6平方公里（约合1.4平方英里）。根据2010年美国人口普查，该市有人口853人。论人口在本州排行第338。